# وسام البحرين
وسام البحرين، هو وسام يُمنح للوطنيين والأجانب مدنيين أو عسكريين الذين قدموا خدمات نافعة لصالح الوطن أو خدمات قومية بارزة ولمن يشتركون في المفاوضات التي تجريها الدولة أو يكونون أعضاء في بعثة الشرف التي ترافق الأمير في زياراته للدول الصديقة.

## التاريخ
تأسست الجائزة من قبل الشيخ عيسى بن سلمان آل خليفة، أمير دولة البحرين سابقًا في 22 أبريل 1976.

## الدرجات[1]
يتألف «وسام البحرين»، من درجات خمس، هي:
- الدرجة الأولى، والدرجة الثانية، والدرجة الثالثة، والدرجة الرابعة، والدرجة الخامسة.

ويمنح هذا الوسام للفئات الآتية:
الدرجة الأولى:
1. رؤساء الحكومات والوزراء ونوابهم، والسفراء ومن في درجاتهم من المدنيين أو العسكريين.
2. من يرى الأمير منحهم هذا الوسام من غير هؤلاء.

الدرجة الثانية:
1. تُمنح لوكلاء الوزارات ومدراء الإدارات ومن في درجاتهم من المدنيين أو العسكريين.

الدرجات الثالثة والرابعة والخامسة:
1. تُمنح للمدنيين والعسكريين وتتسلسل حسب مراكزهم الرسمية والاجتماعية وفقا للضوابط التي يقررها مجلس الوزراء.